# Mexigina oculata
Mexigina oculata är en insektsart som först beskrevs av Mcatee 1924.  Mexigina oculata ingår i släktet Mexigina och familjen dvärgstritar. Inga underarter finns listade i Catalogue of Life.